# 렌티니
렌티니(Lentini)는 이탈리아 시칠리아주 시라쿠사도에 있는 인구 약 2만 4000명의 기초 자치 단체이다. 고대 그리스의 식민 도시 레온티노이(Leontinoi)에 기원을 가진 도시로 철학자, 수사학자, 변론작가로 유명한 고르기아스가 이곳 현지 출신이다. 시역에는 이탈리아 공군, 미국 해군 항공대가 사용하는 NATO의 시고넬라 기지가 있다.

## 이름
이 도시는 각 시대별, 언어별 다음과 같은 이름으로 불렸다.
- 고대 그리스어 : 레온티노이 (고대 그리스어: Λεοντῖνοι / Leontinoi)
- 라틴어 : 레온티움 (라틴어: Leontium)
- 시칠리아어 : 린티니 (사르데냐어: Lintini)

또한 옛날에는 레온티니(Leontini)라는 이름으로도 불렸다.

## 지리
시칠리아 섬 동부, 시라쿠사 현 최북단에 위치한 지자체이다. 렌티니의 도시는 시역 남동쪽 끝에 있으며, 카타니아에서 남으로 26km, 현도 시라쿠사에서 북서쪽으로 35km, 주도 팔레르모에서 동쪽으로 171km 거리에 있다.
인접한 지자체는 다음과 같다. CT는 카타니아 현 소속
- 베루팟소 (CT) - 북
- 카타니아 (CT) - 북동
- 카르티니 - 남동
- 프랑코폰테 - 남서
- 스콜디아 (CT) - 서쪽
- 미리텟로 인 발 디 카타니아 (CT) - 서쪽
- 파라고니아 (CT) - 서쪽
- 라맛카(CT) - 북서

## 역사
기원전 729년, 낙소스(현재의 메시나 현 지 아르디니 = 낙소스)에서 온 식민지 사람에 의해 레온티노이(고대 그리스어: Λεοντῖνοι)로 건설되었다. 모도시 낙소스도 할키스의 식민 도시였으며 5년 전에 설립되었을 뿐이었다.
이 고대 도시는 바다에서 6마일 정도 떨어진 지점에 건설되었다. 시칠리아에 세워진 그리스 식민 도시 중에서 유일한 내륙 도시이다. 이 지역은 원래 시케로이 인(고대 그리스어: Σικελοί)이 살고 있었지만, 북방의 비옥한 평야를 손에 넣으려고 하는 그리스인에 의해 점령된 것이었다.
기원전 494년, 도시는 겔라의 히포크라테스에 의해 정복되었다. 히포크라테스는 동맹인 아에네시데모스(Aenesidemus, tyrant of Leontini)를 참주 자리 앉혔다. 기원전 476년, 시라쿠사이의 참주 히에론 1세는 카타나(현재 카타니아)와 낙소스의 주민을 레온티노이로 옮겼다. 나중에, 레온티노이가 도시의 독립을 회복했다. 그러나 주민들은 독립을 유지하기 위한 노력의 일환으로 아테네 개입을 요구했다. 이것은 고르기아스가 웅변으로 주장한 것이었으며, 기원전 427년 아테네에 의한 원정을 지도하게 되었다.
기원전 422년, 시라쿠사이 주민을 적대하는 과두정 지배자들을 지지하여 시민으로 받아 들였다. 레온티노이 도시는 포기되었다. 이것은 새로운 아테네의 개입을 초래했다. 처음에는 주로 외교적 수단에 의존 했지만, 레온티노이에서 망명자들이 세제스타의 사절에 가입하고 아테네를 설득함으로써 기원전 415년의 대규모 시켈리아 원정이 이루어졌다.
아테네에 의한 시켈리아 원정이 실패로 끝나자 레온티노이는 다시 시라쿠사이에 종속되었다. 기원전 405년, 시라쿠사이의 디오니시오스 1세와 카르타고 사이에 조약을 맺어 도시 렌티노이의 독립이 보장되었지만 오래 가지 못했다. 도시는 결국 기원전 214년에 로마의 마르쿠스 클라우디우스 마르켈루스에 의해 황폐화되었다.
로마 시대 이 도시는 거의 중요시되지 못했다. 847년 사라센 의해서 파괴되었다. 1693년 시칠리아 지진 (1693 Sicily earthquake)으로 도시 대부분이 폐허가 되었다. 이 지진에서 20 세기 중반까지 렌티노이를 방문한 여행기 작가들은 시라쿠사에 가는 길에 들르는 역사적인 중요성의 관점에서 사소한, 말라리아가 만연한 곳으로 그렸다.

## 인물
- 고르기아스 - 고대 그리스의 철학자, 수사학자
- 자코모 다 렌티니 – 13세기의 시인
- 필라델포 무노스 – 17세기의 문필가, 역사가, 시인

## 같이 보기
- 블러드 오렌지
- 시칠리아